# Прерыватель-распределитель зажигания

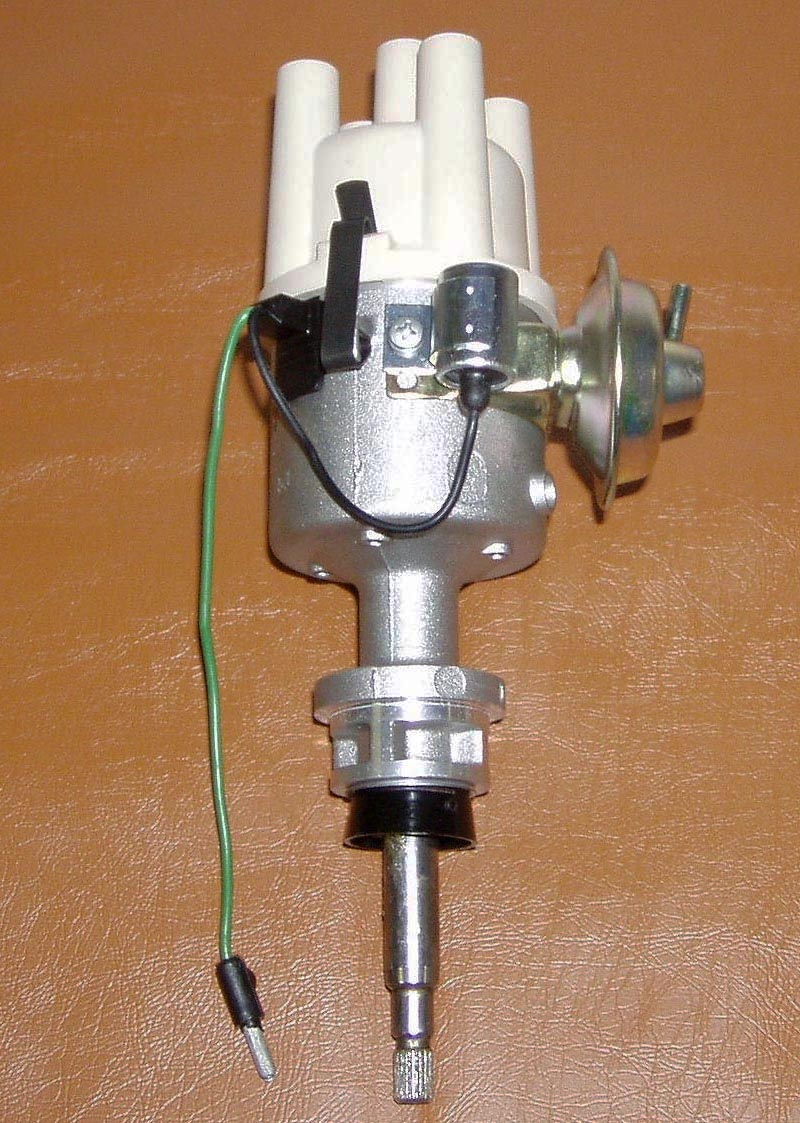
Прерыватель-распределитель в сборе. Справа виден вакуумный регулятор угла опережения зажигания.

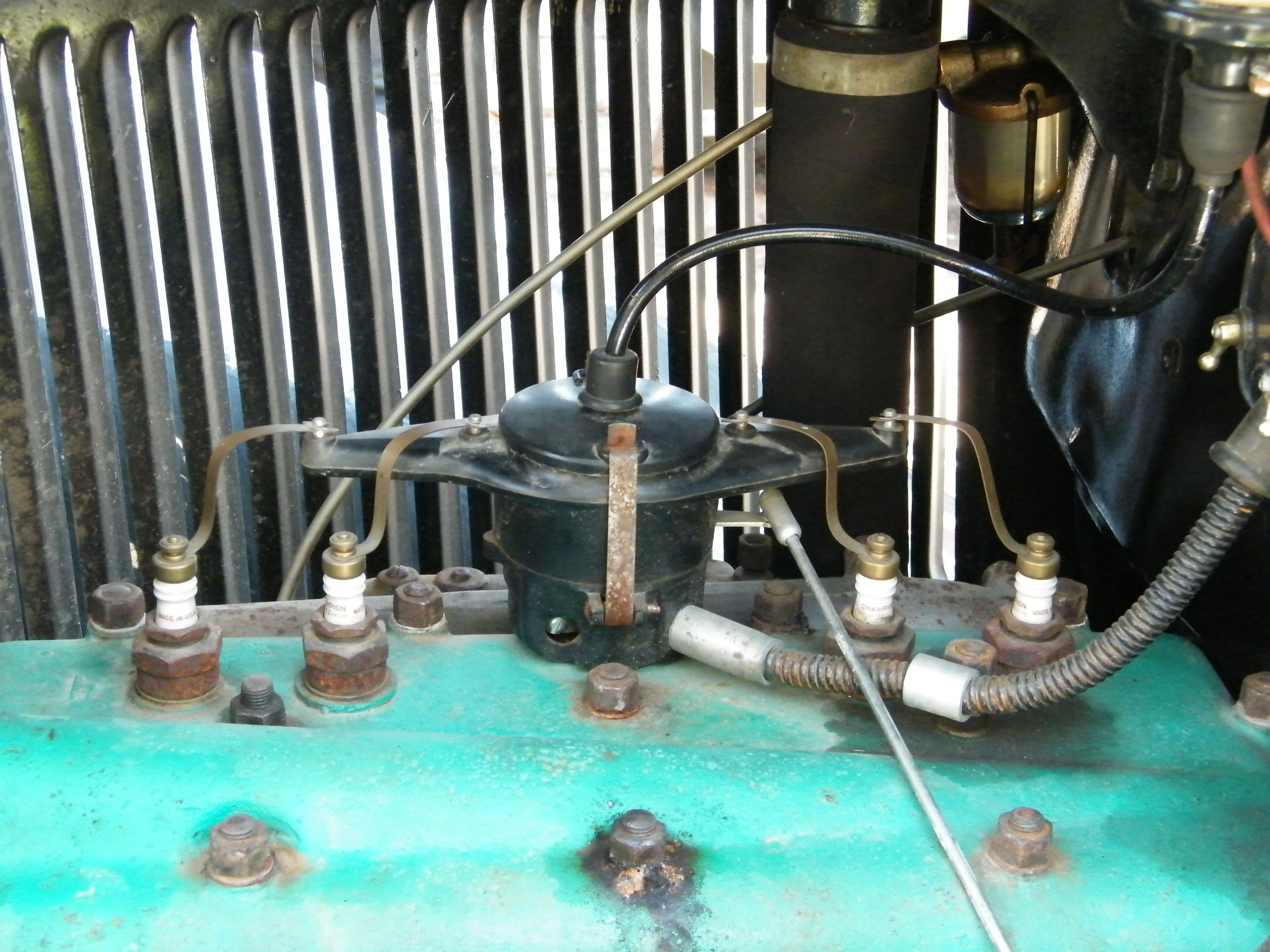
Прерыватель-распределитель двигателя ГАЗ-АА. Угол опережения зажигания регулируется вручную (тягой, рычажок на рулевой колонке). Высоковольтные провода без изоляции.

Прерыватель-распределитель зажигания (жарг. трамблёр, от фр. trembler — вибратор, прерыватель) — механизм, определяющий момент формирования низковольтных импульсов в системе зажигания и используется для распределения высоковольтного электрического зажигания по цилиндрам карбюраторных и ранних инжекторных бензиновых двигателей внутреннего сгорания.
Дизельные, компрессионные, калильные, а также двигатели с калильной головкой имеют иной принцип воспламенения топливо-воздушной смеси и прерыватель-распределитель им не нужен. Не имеют прерывателя-распределителя и современные бензиновые двигатели с электронной системой управления, так как момент начала искрообразования в них определяется программно, а оснащение каждой свечи индивидуальной катушкой зажигания делает ненужным распределение высокого напряжения.
В классическом виде устройство включает в себя прерыватель тока низкого напряжения, распределитель тока высокого напряжения, центробежный, вакуумный регуляторы опережения зажигания и октан-корректор.
1. Контакты прерывателя в определённый момент размыкаются, разрывая первичную цепь обмотки катушки зажигания, что вызывает индуцирование тока высокого напряжения в её вторичной обмотке. Параллельно контактам подключен конденсатор для уменьшения искрения.
2. Вакуумный регулятор (встроен в корпус) изменяет угол опережения зажигания в зависимости от нагрузки на двигатель, которая пропорциональна разрежению за дроссельной заслонкой. Вакуумный регулятор соединён с задроссельным пространством (впускной коллектор) трубкой.
3. Центробежный регулятор (встроен в корпус) изменяет угол опережения зажигания соответственно изменению частоты вращения коленчатого вала.
4. Октан-корректор, установленный на корпусе прерывателя, позволяет вручную корректировать угол опережения зажигания.
5. Высоковольтное напряжение от вторичной обмотки катушки зажигания по высоковольтному проводу поступает к центральному контакту крышки распределителя.
6. Через контактный уголёк (щётка, установленная в крышке распределителя) высокое напряжение поступает на бегунок (ротор с токоразносной пластиной)
7. При прохождении вращающегося бегунка мимо боковых электрических контактов (по числу цилиндров) ток высокого напряжения подаётся по высоковольтным проводам к свечам зажигания соответствующих цилиндров. Токоразносная пластина механически не касается боковых контактов крышки, через зазор проскакивает искра.

В более современной бесконтактной системе зажигания механический прерыватель отсутствует. Он заменён устройством формирования задающих импульсов на эффекте Холла для формирования искры блоком управления зажиганием (коммутатором). Также могут применяться оптические или магнитные датчики, например комплект зажигания «Сонар».
Некоторые инжекторные двигатели с распределителем зажигания не содержат центробежного и (или) вакуумного регулятора коррекции угла опережения зажигания.
Например, на автомобилях «Ока» установлен датчик Холла и двухискровая катушка зажигания, распределитель отсутствует.

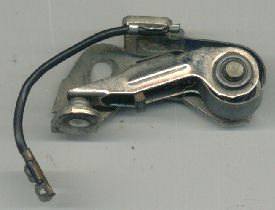
Контакты прерывателя
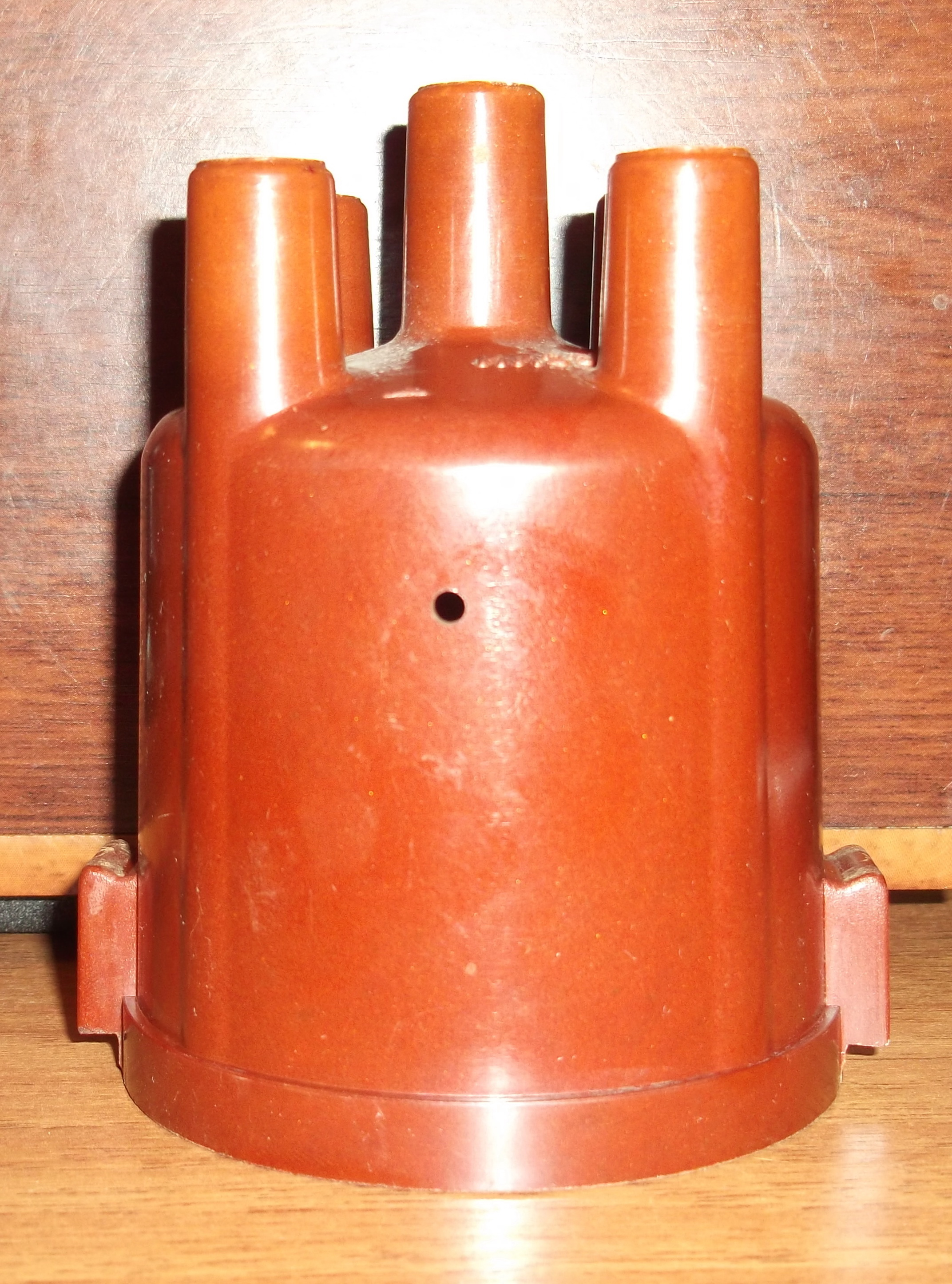
Крышка распределителя четырёхцилиндрового двигателя.
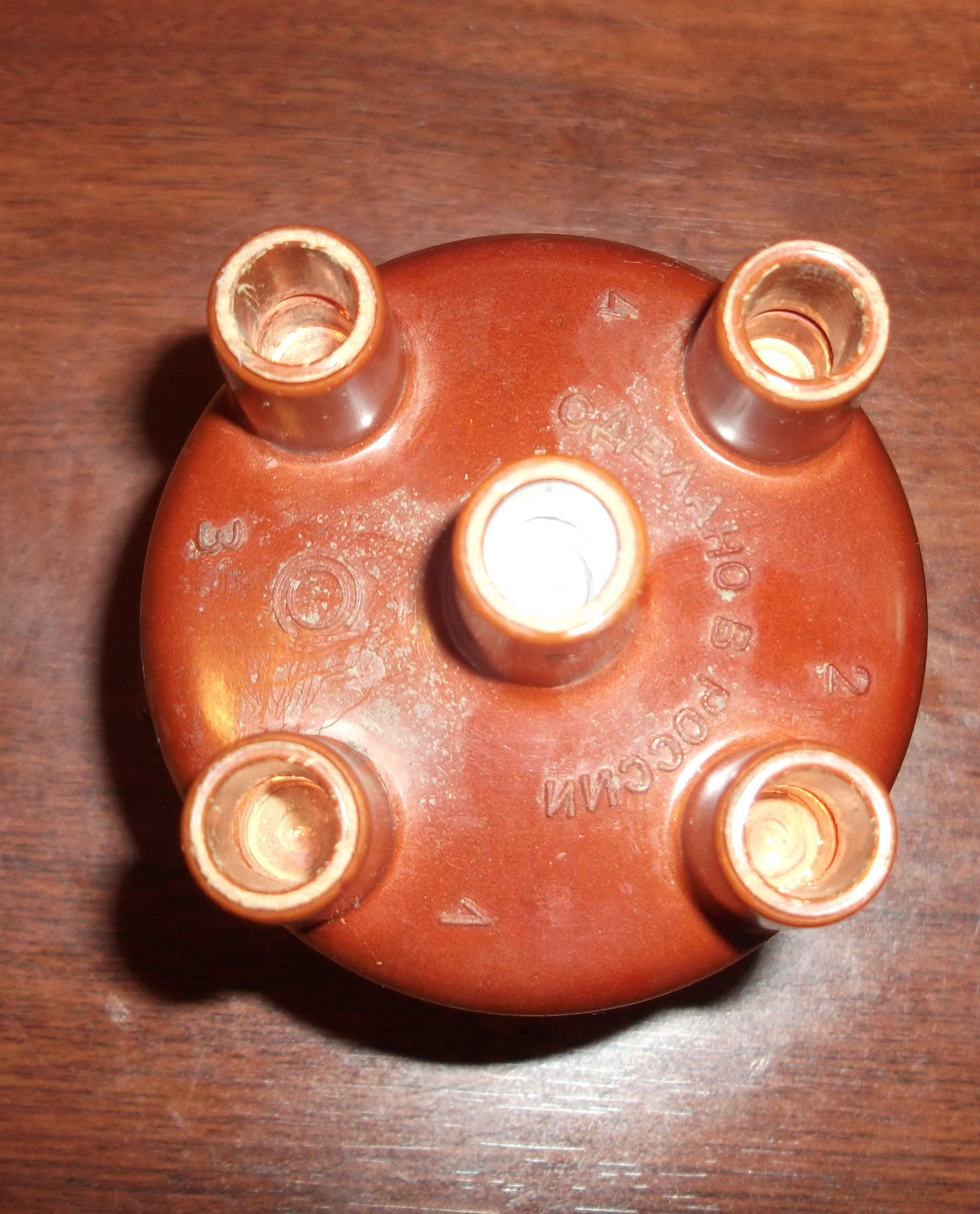
Крышка распределителя четырёхцилиндрового двигателя, вид сверху.
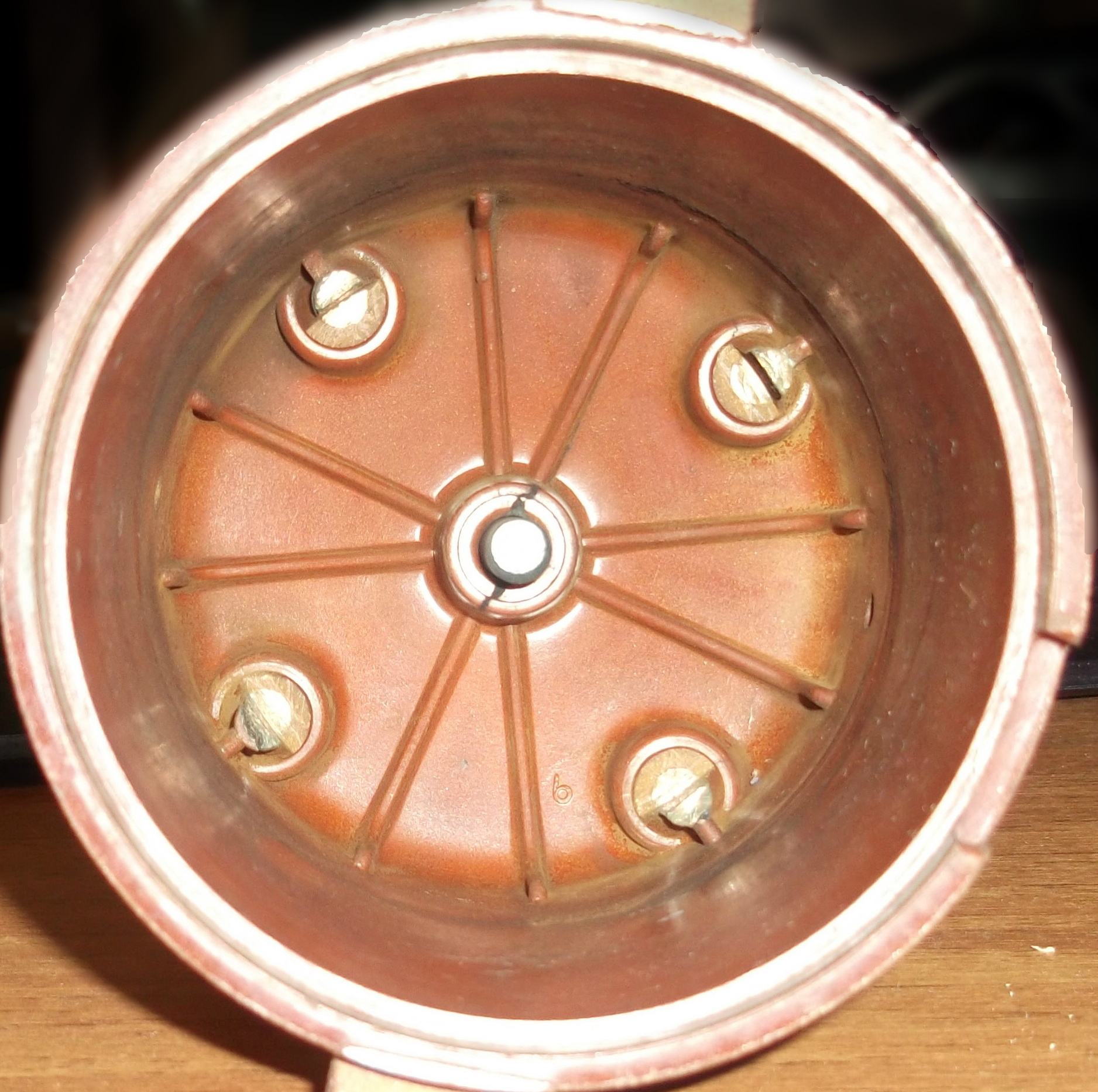
На фото в центре крышки — графитовая щётка («контактный уголёк»).
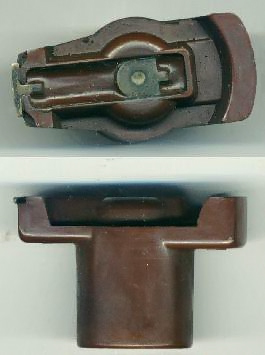
Бегунок распределителя